# Diuturni temporis
Diuturni temporis (Prolongado tempo), é a última encíclica do Papa Leão XIII sobre o Rosário, relembrando como foi recomendado pelos papas ao longo dos séculos e também anunciando a preparação da constituição Ubi primum sobre os privilégios de que podem gozar as Confrarias do Santo Rosário.

## O papa do rosário
Leão XIII foi chamado de papa do rosário, porque sua oração era um assunto frequente de sua pregação. Entre as encíclicas que escreveu durante o seu pontificado, doze são dedicadas ao rosário, junto com outras duas nas quais se refere de modo geral à devoção mariana.
A encíclica, a última que dedicou ao rosário, escreve quando já se passaram vinte anos desde o seu pontificado, é de certa forma um resumo da sua pregação mariana e, especialmente, das encíclicas que dedicou ao rosário até para aquele momento. Por outro lado, como indica expressamente no seu início, a encíclica supõe também um reconhecimento da intercessão de Maria nas graças que Deus lhe concedeu durante aqueles anos.

## Constituição ApostólicaUbi primum
Em 2 de outubro de 1898, Leão XIII publicou a constituição Ubi primum. Nesta constituição, estão as 16 secções que regulam o funcionamento das irmandades do Santo Rosário.